# Assassinato de Miguel Ryan Mendes Alves
O assassinato de Miguel Ryan Mendes Alves, de 6 anos de idade, ocorreu no dia de 20 de setembro de 2024 no bairro de Mangabeira, zona sul de João Pessoa, Paraíba, Brasil. A criança foi morta e decapitada por sua mãe, Maria Rosália Gonçalves Mendes, de 26 anos de idade. O caso ganhou repercussão nacional devido à brutalidade.

## Assassinato
Na noite de 19 de setembro, vizinhos de Maria Rosália já haviam notado um comportamento estranho. Um deles bateu à porta da residência ao ouvir Miguel gritar e, ao ser atendido, viu a mãe abrir a porta com o menino ao lado, aparentemente assustado e sem roupas, mas sem ferimentos visíveis. Maria Rosália justificou que seu filho era autista e “muito escandaloso”, prometendo aos vizinhos que iria acalmá-lo.
Na madrugada do dia 20 de setembro de 2024, no entanto, os pedidos de socorro de Miguel voltaram a ser ouvidos, acompanhados de barulhos de batidas que acordaram os moradores. De acordo com testemunhas, os gritos de Miguel, clamando por socorro, foram ouvidos por volta das 3h. Um dos vizinhos, que foi até a porta do apartamento para verificar a situação, descreveu ter ouvido o menino gritando frases como “Socorro, vou morrer”, “estou com medo, mamãe”, e “mamãe, eu te amo”. Este vizinho ainda registrou áudios dos pedidos de socorro, que foram entregues à polícia para auxiliar na investigação.
A polícia foi acionada e chegou ao local por volta das 4h. Ao entrarem no apartamento, os policiais encontraram manchas de sangue e avistaram o corpo da criança na cozinha. Maria Rosália, em estado de perturbação mental e com a cabeça do filho no colo, tentou atacar os policiais com duas facas. Para contê-la, a polícia disparou dois tiros, ferindo-a. Ainda assim, a mulher tentou cometer suicídio com uma tesoura enquanto estava algemada, sendo impedida pela equipe policial.
Após ser contida, Maria Rosália foi encaminhada ao Hospital de Emergência e Trauma Senador Humberto Lucena para atendimento. Miguel foi enterrado dois dias após o incidente, em um cemitério na cidade de Pedras de Fogo, região metropolitana de João Pessoa. Maria Rosália morreu na madrugada de 17 de outubro depois de ter ficado em coma desde o dia do assassinato do seu filho. No dia 19 de outubro, um grupo de pessoas ainda não identificadas invadiu o cemitério onde o corpo dela foi enterrado em Itambé, Pernambuco. Eles abriram a cova, retiraram os restos mortais e atearam fogo.
Maria Rosália possuía um histórico de atendimento em unidades de saúde mental na capital paraibana. Cerca de um ano antes do crime, foi atendida no Pronto Atendimento de Saúde Mental e internada no Hospital Psiquiátrico Juliano Moreira por uma semana, sendo liberada após melhora. No entanto, as crises retornaram e ela chegou a ameaçar familiares. Maria recusou seguir o tratamento e a medicação recomendados, alegando estar bem.